# And Just Like That …
And Just Like That … ist eine US-amerikanische Fernsehserie. Die Nachfolgeserie zu Sex and the City wurde im Sommer 2021 in den Vereinigten Staaten durch den Streamingdienst HBO Max produziert. Die Serie umfasst drei Staffeln.

## Handlung
Die Serie dreht sich primär um die Weiterentwicklung der New Yorker Protagonistinnen und den Umgang der Figuren mit Themen der 2020er Jahre wie z. B. soziale Medien, technische Neuerungen oder die #MeToo-Bewegung.
Die Serie spielt gut elf Jahre nach dem zweiten Kinofilm Sex and the City 2 (2010) und 23 Jahre nach der Erstausstrahlung der Originalserie Sex and the City (1998).

## Figuren

### Carrie Bradshaw

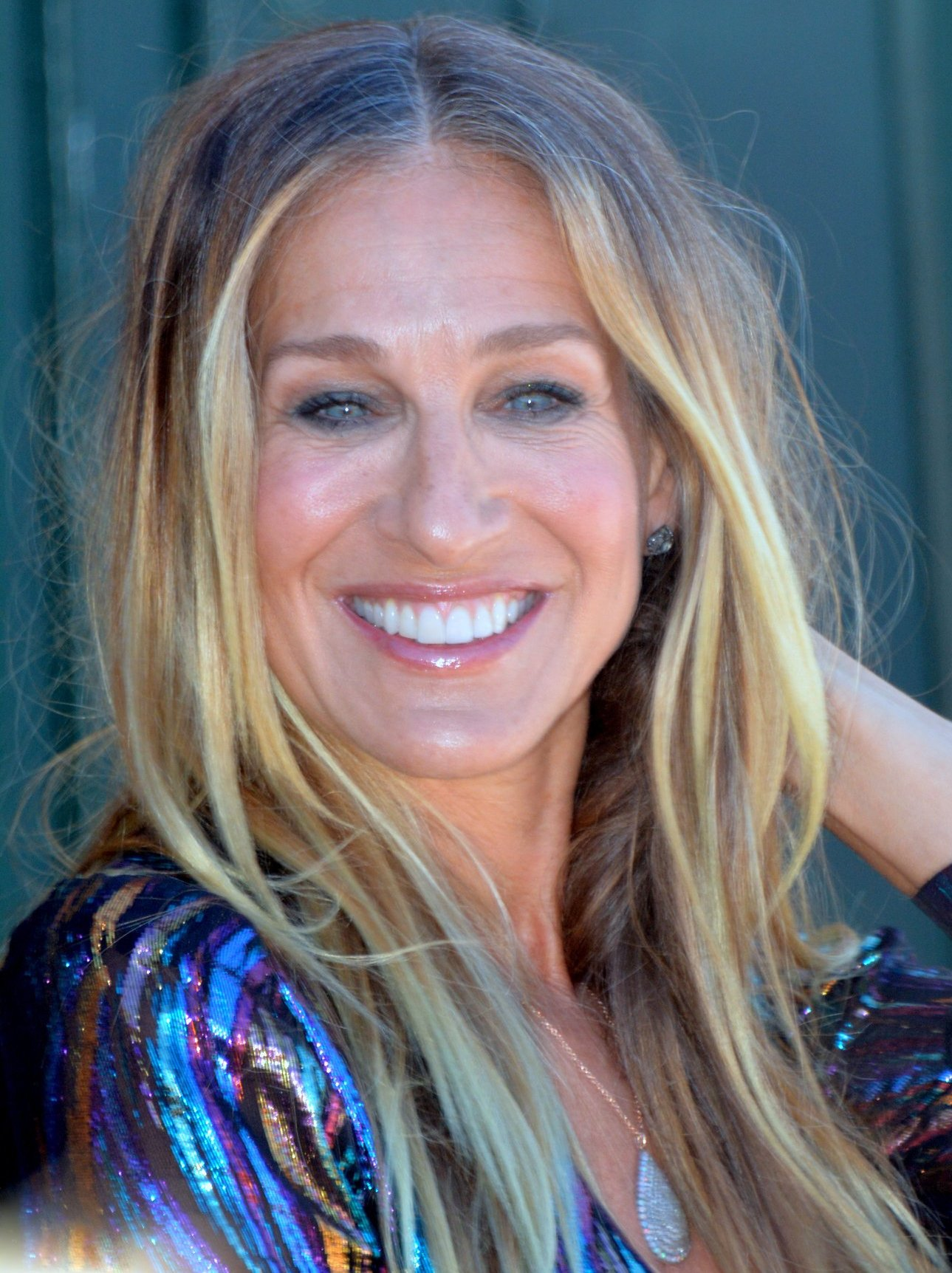
Sarah Jessica Parker spielt Carrie Bradshaw

Die Autorin Carrie ist immer noch mit Miranda und Charlotte befreundet. Während sie glücklich mit Mr. Big verheiratet ist, nimmt sie zusammen mit Jackie Nee einen neuen Job als Podcasterin im LGBTQ-freundlichen und sexorientierten Podcast von Che Diaz an. Als ihr Ehemann, Mr. Big, einen Herzinfarkt erleidet, ist sie auf einem Konzert von Charlottes Tochter. Als sie wieder zu Hause ankommt, stirbt ihre große Liebe in ihren Armen.
Nach einer langen Zeit der Trauer und den damit einhergehenden Veränderungen in Carries Leben versucht sie vorwärts zu blicken. Sie schreibt ein Buch mit dem Titel Loved & Lost über ihre Beziehung zu Mr. Big und versucht wieder am Podcast teilzunehmen. Da sie sich in ihrer gemeinsamen Wohnung alleine nicht mehr wohlfühlt, beschließt sie, die Wohnung zu verkaufen und wieder in ihr altes Apartment zu ziehen. Dabei lernt sie die Immobilienmaklerin Seema Patel kennen, mit der sie sich anfreundet.
Carries Redakteurin Amanda wünscht sich als Epilog für ihr emotionales Buch einen Hoffnungsschimmer für die Leser. Daraufhin begibt sich Carrie wieder in die Datingwelt und lernt dabei den Lehrer Peter kennen, der ebenfalls Witwer ist. Sie verstehen sich zwar, jedoch kann Carrie keine Gefühle für Peter entwickeln, da sie immer noch an Mr. Big hängt.
Als Bigs erster Todestag vor der Tür steht, treibt Carrie nach wie vor die Frage um, wo er seine letzte Ruhe finden und sie seine Asche beisetzen soll. Als er ihr eines nachts in Form einer immer wieder angehenden Leselampe im Traum erscheint, findet Carrie die Antwort auf diese Frage. Sie reist nach Paris, um Bigs Asche von derjenigen Brücke in die Seine zu schütten, auf der er ihr einst sagte, sie wäre die Eine für ihn. Sie schließt Frieden mit dem Tod von Big und versucht, vorwärts zu schauen.
Samantha Jones, einst die beste Freundin von Carrie, ist zwischenzeitlich nach London gezogen. Sie und Carrie haben sich während der COVID-19-Pandemie zerstritten und hatten seitdem kaum Kontakt. Sie schreiben sich nur gelegentlich Nachrichten. Als Carrie in Paris ist, schreibt sie Samantha, ob sie sich auf ein paar Drinks treffen wollen. Sie verabreden sich für den nächsten Abend und versöhnen sich.
Zurück in New York bietet Franklyn, der Produzent von Ches Podcast, Carrie einen eigenen Podcast an, da Che den Podcast beenden und zusammen mit Miranda nach Los Angeles ziehen will, um einen Pilotfilm für eine TV-Serie zu drehen. Carrie willigt ein und moderiert die erste Ausgabe ihres eigenen Podcasts mit dem Titel Sex and the City – angelehnt an ihre damalige Kolumne im New York Star. Nach ihrer Aufnahme kommt es zwischen ihr und Franklyn zu einem leidenschaftlichen Kuss im Fahrstuhl.

### Miranda Hobbes

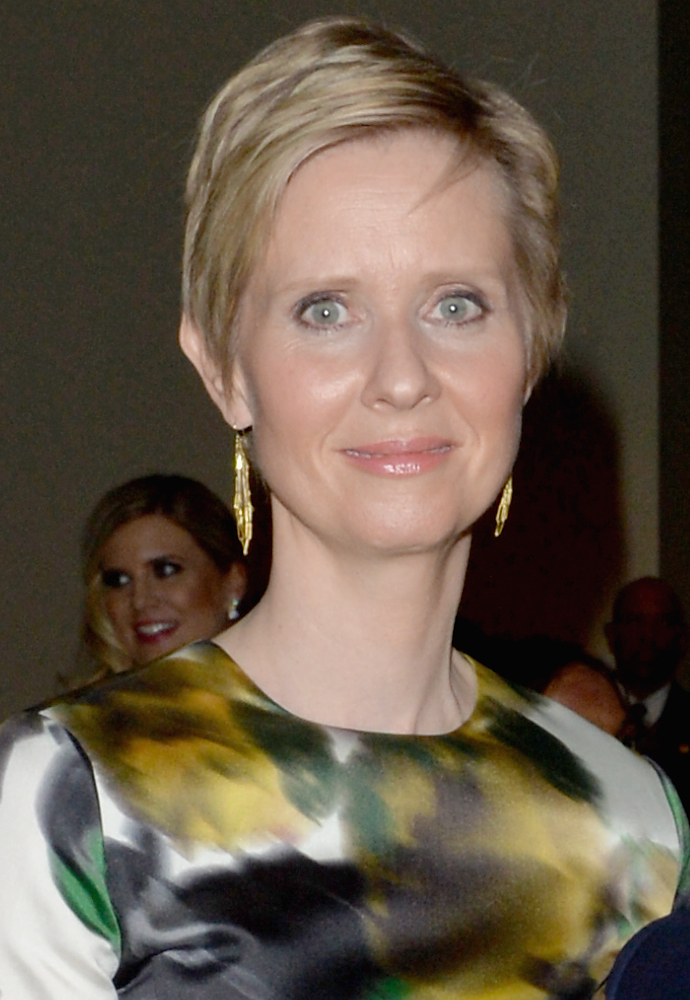
Cynthia Nixon spielt Miranda Hobbes

Miranda hat ihren Job als Wirtschaftsanwältin an den Nagel gehängt und beginnt ein Menschenrechtsstudium. An der Uni lernt sie Professorin Dr. Nya Wallace kennen. Nach anfänglichen Startschwierigkeiten freunden sich die beiden an. Als die Frisöre während der Pandemie geschlossen hatten, hatte sich Miranda dazu entschlossen, ihre Haare grau werden zu lassen.
Sie ist in ihrer Ehe mit Steve nicht glücklich. Die beiden haben seit Jahren keinen Sex mehr, und sie hat einen Hang zum Alkohol. Auf Bigs Beerdigung lernt sie Che kennen. Bei der Aftershowparty von Ches Comedyshow kommt es zu einem Kuss. Miranda wird in ein Gefühlschaos geworfen, da sie nicht weiß, wie sie damit umgehen soll.
Als Miranda bei Carrie ist, um sie nach ihrer Hüft-OP zu unterstützen, kommt Che unangemeldet zu Besuch. Carrie schläft, und Che und Miranda haben Sex in Carries Küche. Wegen ihrer starken Gefühle für Che trennt sie sich von Steve.
Mittlerweile mit Che zusammen, entschließt sich Miranda dazu, ihr Praktikum abzusagen und mit Che nach Los Angeles zu ziehen. Sie färbt sich die Haare wieder rot und fährt mit ihrem Sohn gemeinsam zum Flughafen. Sie fliegt nach Los Angeles und er nach Europa, um mit seiner Freundin auf Rundreise zu gehen.

### Charlotte York Goldenblatt

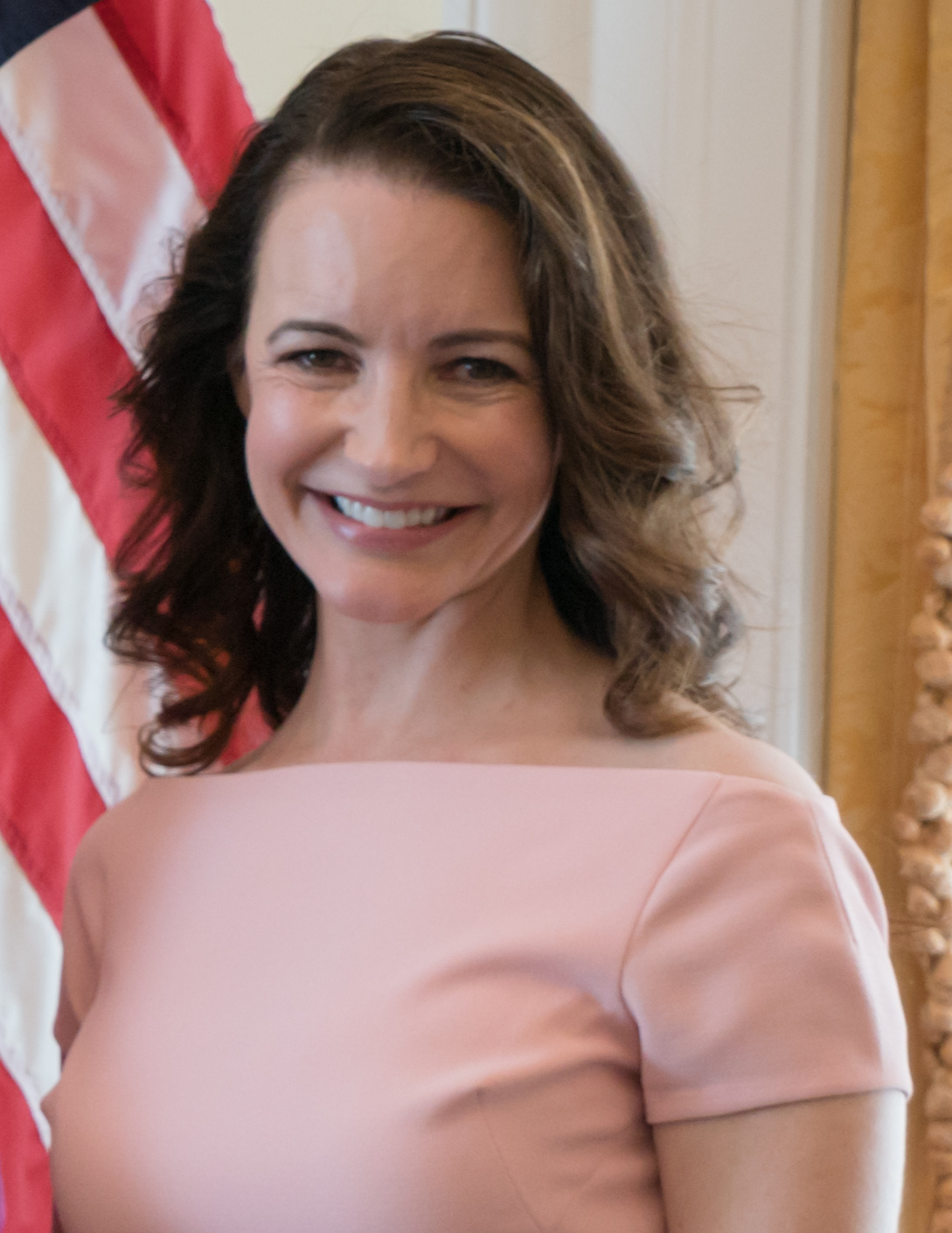
Kristin Davis spielt Charlotte York

Charlotte ist mit ihrem Leben als Vollzeit-Mutter zufrieden und engagiert sich nebenbei ehrenamtlich im Elternbeirat an der Schule ihrer Töchter. Dort lernt sie Lisa Todd Wexley, kurz LTW, kennen und gibt alles dafür, eine Freundschaft zu ihr aufzubauen. Charlottes Tochter Rose outet sich als nichtbinär und möchte fortan Rock genannt werden.

### Che Diaz
Che ist Stand-up-Comedian und nichtbinär. Gemeinsam mit Carrie und Jackie moderiert Che den Podcast X, Y and Me.

### Seema Patel
Die Immobilienmaklerin Seema wird von Carrie beauftragt, ihre Wohnung zu verkaufen. Mit der Zeit lernen sich die beiden näher kennen und entwickeln eine enge Freundschaft. Seema feiert ihren 54. Geburtstag und ist Single.

### Anthony Marentino
Anthony, der beste Freund von Charlotte und Ehemann von Stanford, betreibt seit einiger Zeit eine eigene Sauerteigbrot-Bäckerei mit dem Namen Hot Fellas. Das Brot wird von attraktiven, muskulösen Männern ausgeliefert. Da Samantha mittlerweile in London lebt und Anthonys Mann Stanford für längere Zeit nach Tokio reist, nimmt er den vierten Platz in der Runde um Carrie, Miranda und Charlotte ein.

## Synchronisation
Die deutsche Synchronisation entsteht unter dem Dialogbuch von Theodor Dopheide und Anne Spaeter sowie unter der Dialogregie von Theodor Dopheide und Susanna Bonasewicz durch die Synchronfirma Arena Synchron in Berlin.

### Besetzung
| Rollenname                   | Schauspieler         | Synchronsprecher                                    | Episoden  | Staffeln | Zeitraum  |
| ---------------------------- | -------------------- | --------------------------------------------------- | --------- | -------- | --------- |
| Carrie Bradshaw              | Sarah Jessica Parker | Irina von Bentheim                                  | 1.01–     | 1–       | 2021–     |
| Miranda Hobbes               | Cynthia Nixon        | Marina Krogull                                      | 1.01–     | 1–       | 2021–     |
| Charlotte York Goldenblatt   | Kristin Davis        | Gundi Eberhard                                      | 1.01–     | 1–       | 2021–     |
| Anthony Marentino            | Mario Cantone        | Michael Iwannek                                     | 1.01–     | 1–       | 2021–     |
| Steve Brady                  | David Eigenberg      | Boris Tessmann                                      | 1.01–     | 1–       | 2021–     |
| Harry Goldenblatt            | Evan Handler         | Oliver Mink                                         | 1.01–     | 1–       | 2021–     |
| Lisa Todd Wexley             | Nicole Ari Parker    | Claudia Urbschat-Mingues                            | 1.01–     | 1–       | 2021–     |
| Dr. Nya Wallace              | Karen Pittman        | Mareile Moeller                                     | 1.01–     | 1–       | 2021–     |
| Lily Goldenblatt             | Cathy Ang            | Magdalena Montasser                                 | 1.01–     | 1–       | 2021–     |
| Rose „Rock“ Goldenblatt      | Alexa Swinton        | Lana Finn Marti                                     | 1.01–     | 1–       | 2021–     |
| Brady Hobbes                 | Niall Cunningham     | Vincent Borko                                       | 1.01–     | 1–       | 2021–     |
| Herbert Wexley               | Christopher Jackson  | Florian Halm                                        | 1.01–     | 1–       | 2021–     |
| Luisa Torres                 | Cree Cicchino        | Helen Blaschke                                      | 1.01–     | 1–       | 2021–     |
| Andre Rashad Wallace         | LeRoy McClain        | Leonhard Mahlich                                    | 1.01–     | 1–       | 2021–     |
| Jackie Nee                   | Bobby Lee            | Gerrit Schmidt-Foß                                  | 1.01–     | 1–       | 2021–     |
| Franklyn                     | Ivan Hernandez       | Arne Stephan                                        | 1.01–     | 1–       | 2021–     |
| Seema Patel                  | Sarita Choudhury     | Dana Friedrich (Staffel 1) Bettina Weiß (Staffel 2) | 1.04–     | 1–       | 2022–     |
| Giuseppe                     | Sebastiano Pigazzi   | David Brizzi                                        | 2.07–     | 2–       | 2023–     |
| Joy                          | Dolly Wells          |                                                     | 2.10–     | 2–       | 2023–     |
| Ehemalige Darsteller         |                      |                                                     |           |          |           |
| Che Diaz                     | Sara Ramírez         | Anja Stadlober                                      | 1.01–2.11 | 1–2      | 2021–2023 |
| John James Preston „Mr. Big“ | Chris Noth           | Tom Vogt                                            | 1.01–1.02 | 1        | 2021      |
| Stanford Blatch              | Willie Garson ✝      | Dietmar Wunder                                      | 1.01–1.03 | 1        | 2021      |

### Nebendarsteller
| Rollenname           | Schauspieler        | Synchronsprecher         | Information                              | Episoden        | Staffeln | Zeitraum  |
| -------------------- | ------------------- | ------------------------ | ---------------------------------------- | --------------- | -------- | --------- |
| Aiden Shaw           | John Corbett        | Nicolas Böll             | Carries Ex–Freund aus der Vorgängerserie | 2.07–           | 2–       | 2023–     |
| Ehemalige Darsteller |                     |                          |                                          |                 |          |           |
| Bitsy von Muffling   | Julie Halston       | Cornelia Meinhardt       | Broadway-Legende                         | 1.01–1.02       | 1        | 2021      |
| Eunice Wexley        | Pat Bowie           | Kerstin Sanders-Dornseif | Mutter von Herbert                       | 1.01, 1.04      | 1        | 2021–2022 |
| Gloria Marquette     | Brenda Vaccaro      | Isabella Grothe          | Sekretärin von Mr. Big                   | 1.02–1.03       | 1        | 2021      |
| Susan Sharon         | Molly Price         | Sandra Schwittau         | Freundin von Carrie                      | 1.02            | 1        | 2021      |
| Natasha Naginsky     | Bridget Moynahan    | Victoria Sturm           | Ex-Frau von Mr. Big                      | 1.03            | 1        | 2021      |
| Dr. Paul David       | Jonathan Groff      | Roman Rossa              | Schönheitschirurg                        | 1.06            | 1        | 2022      |
| Peter                | Jon Tenney          | Thomas Nero Wolff        | Date von Carrie                          | 1.07, 1.09–1.10 | 1        | 2021–2022 |
| Lisette Alee         | Katerina Tannenbaum | Lea Kalbhenn             | Nachbarin von Carrie                     | 1.08–1.09       | 1        | 2022      |
| Rabbi Jen            | Hari Nef            | Julia Kaufmann           | Rabbi                                    | 1.10            | 1        | 2022      |
| Samantha Jones       | Kim Cattrall        | Katarina Tomaschewsky    | Lebt in London                           | 2.11            | 2        | 2023      |

## Episodenliste

### Übersicht
| Staffel | Episodenanzahl | Erstausstrahlung USA | Erstausstrahlung USA | Deutschsprachige Erstausstrahlung | Deutschsprachige Erstausstrahlung |
| Staffel | Episodenanzahl | Staffelpremiere      | Staffelfinale        | Staffelpremiere                   | Staffelfinale                     |
| ------- | -------------- | -------------------- | -------------------- | --------------------------------- | --------------------------------- |
| 1       | 10             | 9. Dezember 2021     | 3. Februar 2022      | 9. Dezember 2021                  | 17. Februar 2022                  |
| 2       | 11             | 22. Juni 2023        | 24. August 2023      | 22. Juni 2023                     | 24. August 2023                   |
| 3       | 12             | 29. Mai 2025         | 14. August 2025      | 29. Mai 2025                      | 15. August 2025                   |

### Staffel 1
Die Folgen 1 bis 3 wurden auf den On-Demand-Plattformen von Sky Deutschland erstveröffentlicht und anschließend am Abend bei Sky Comedy im Fernsehen ausgestrahlt. Aufgrund der Nichtverfügbarkeit einiger Synchronstimmen zur Weihnachtszeit wurde On-Demand ab Folge 4 zuerst nur im Original mit deutschen Untertiteln veröffentlicht und bei Sky Comedy die Ausstrahlung pausiert. Seit 6. Januar 2022 werden die synchronisierten Fassungen wöchentlich On-Demand nachgereicht und ab 20. Januar 2022 bei Sky Comedy ausgestrahlt.
| Nr. (ges.) | Nr. (St.) | Deutscher Titel               | Originaltitel                      | Erstveröffentlichung USA | Deutschsprachige Erstveröffentlichung (D/A/CH) | Regie                | Drehbuch                                                |
| ---------- | --------- | ----------------------------- | ---------------------------------- | ------------------------ | ---------------------------------------------- | -------------------- | ------------------------------------------------------- |
| 1          | 1         | Hallo, ich bin’s!             | Hello, It’s me                     | 9. Dez. 2021             | 9. Dez. 2021                                   | Michael Patrick King | Michael Patrick King                                    |
| 2          | 2         | Das kleine Schwarze           | Little Black Dress                 | 9. Dez. 2021             | 9. Dez. 2021                                   | Michael Patrick King | Michael Patrick King                                    |
| 3          | 3         | Wenn du in Rom bist…          | When in Rome…                      | 16. Dez. 2021            | 16. Dez. 2021                                  | Michael Patrick King | Julie Rottenberg & Elisa Zuritsky                       |
| 4          | 4         | Einige meiner besten Freunde… | Some of My Best Friends            | 23. Dez. 2021            | 6. Jan. 2022                                   | Gillian Robespierre  | Keli Goff                                               |
| 5          | 5         | Hüfte vs. Heels               | Tragically Hip                     | 30. Dez. 2021            | 13. Jan. 2022                                  | Gillian Robespierre  | Samantha Irby                                           |
| 6          | 6         | Diwali                        | Diwali                             | 6. Jan. 2022             | 20. Jan. 2022                                  | Cynthia Nixon        | Rachna Fruchbom                                         |
| 7          | 7         | Date mit einer Witwe          | Sex and the Widow                  | 13. Jan. 2022            | 27. Jan. 2022                                  | Anu Valia            | Julie Rottenberg & Elisa Zuritsky                       |
| 8          | 8         | Klare Verhältnisse            | Bewitched, Bothered and Bewildered | 20. Jan. 2022            | 3. Feb. 2022                                   | Anu Valia            | Rachna Fruchbom                                         |
| 9          | 9         | Die Last der Ringe            | No Strings Attached                | 27. Jan. 2022            | 10. Feb. 2022                                  | Nisha Ganatra        | Michael Patrick King, Julie Rottenberg & Elisa Zuritsky |
| 10         | 10        | Erleuchtung                   | Seeing the Light                   | 3. Feb. 2022             | 17. Feb. 2022                                  | Nisha Ganatra        | Michael Patrick King, Julie Rottenberg & Elisa Zuritsky |

### Staffel 2
| Nr. (ges.) | Nr. (St.) | Deutscher Titel                        | Originaltitel                       | Erstveröffentlichung USA | Deutschsprachige Erstveröffentlichung (D/A/CH) | Regie                | Drehbuch                                                 |
| ---------- | --------- | -------------------------------------- | ----------------------------------- | ------------------------ | ---------------------------------------------- | -------------------- | -------------------------------------------------------- |
| 11         | 1         | Die Met-Gala                           | Met Cute                            | 22. Juni 2023            | 22. Juni 2023                                  | Michael Patrick King | Michael Patrick King & Susan Fales-Hill                  |
| 12         | 2         | Erst Chopin, dann Chanel               | The Real Deal                       | 22. Juni 2023            | 22. Juni 2023                                  | Michael Patrick King | Michael Patrick King & Susan Fales-Hill                  |
| 13         | 3         | Kapitel drei                           | Chapter Three                       | 29. Juni 2023            | 29. Juni 2023                                  | Michael Patrick King | Julie Rottenberg & Elisa Zuritsky                        |
| 14         | 4         | Vivante                                | Alive!                              | 6. Juli 2023             | 6. Juli 2023                                   | Michael Patrick King | Julie Rottenberg & Elisa Zuritsky                        |
| 15         | 5         | Süßes oder Saures                      | Trick or Treat                      | 13. Juli 2023            | 13. Juli 2023                                  | Cynthia Nixon        | Samantha Irby & Lucas Froehlich                          |
| 16         | 6         | Der Bomben-Zyklon                      | Bomb Cyclone                        | 20. Juli 2023            | 20. Juli 2023                                  | Cynthia Nixon        | Michael Patrick King & Rachel Palmer                     |
| 17         | 7         | Der 14. Februar                        | February 14th                       | 27. Juli 2023            | 27. Juli 2023                                  | Ry Russo-Young       | Samantha Irby                                            |
| 18         | 8         | Hundert Jahre                          | A Hundred Years Ago                 | 3. Aug. 2023             | 3. Aug. 2023                                   | Ry Russo-Young       | Michael Patrick King & Julie Rottenberg & Elisa Zuritsky |
| 19         | 9         | Ohne einen Blick zurück                | There Goes the Neighborhood         | 10. Aug. 2023            | 10. Aug. 2023                                  | Julie Rottenberg     | Julie Rottenberg & Elisa Zuritsky                        |
| 20         | 10        | Das letzte Abendmahl Teil 1: Vorspeise | The Last Supper Part One: Appetizer | 17. Feb. 2023            | 17. Feb. 2023                                  | Michael Patrick King | Michael Patrick King                                     |
| 21         | 11        | Das letzte Abendmahl Teil 2: Hauptgang | The Last Supper Part Two: Entrée    | 24. Aug. 2023            | 24. Aug. 2023                                  | Michael Patrick King | Michael Patrick King                                     |

### Staffel 3
| Nr. (ges.) | Nr. (St.) | Deutscher Titel         | Originaltitel        | Erstveröffentlichung USA | Deutschsprachige Erstveröffentlichung (D/A/CH) | Regie                | Drehbuch                                |
| ---------- | --------- | ----------------------- | -------------------- | ------------------------ | ---------------------------------------------- | -------------------- | --------------------------------------- |
| 22         | 1         | Gute Aussichten         | Outlook Good         | 29. Mai 2025             | 30. Mai 2025                                   | Michael Patrick King | Michael Patrick King                    |
| 23         | 2         | Ratten, Ratten, Ratten! | The Rat Race         | 5. Juni 2025             | 6. Juni 2025                                   | Michael Patrick King | Julie Rottenberg & Elisa Zuritsky       |
| 24         | 3         | Carrie Golightly        | Carrie Golightly     | 12. Juni 2025            | 13. Juni 2025                                  | Michael Patrick King | Samantha Irby                           |
| 25         | 4         | Äpfel zu Äpfeln         | Apples To Apples     | 19. Juni 2025            | 20. Juni 2025                                  | Michael Patrick King | Michael Patrick King                    |
| 26         | 5         | Der Tisch               | Under The Table      | 26. Juni 2025            | 27. Juni 2025                                  | Julie Rottenberg     | Rachel Palmer                           |
| 27         | 6         | Ruhe bitte              | Silent Mode          | 3. Juli 2025             | 4. Juli 2025                                   | Julie Rottenberg     | Susan Fales-Hill                        |
| 28         | 7         | Spaß, Spaß, Spaß        | They Wanna Have Fun  | 10. Juli 2025            | 11. Juli 2025                                  | Anu Valia            | Lucas Froehlich                         |
| 29         | 8         | Bis ans Ende ihrer Tage | Happily Ever After   | 17. Juli 2025            | 18. Juli 2025                                  | Anu Valia            | Julie Rottenberg & Elisa Zuritsky       |
| 30         | 9         | Hier und jetzt          | Present Tense        | 24. Juli 2025            | 25. Juli 2025                                  | Anu Valia            | Julie Rottenberg & Elisa Zuritsky       |
| 31         | 10        | Besser als Sex          | Better Than Sex      | 31. Juli 2025            | 1. Aug. 2025                                   | Michael Patrick King | Samantha Irby                           |
| 32         | 11        | –                       | Forget About The Boy | 7. Aug. 2025             | 8. Aug. 2025                                   | Michael Patrick King | Michael Patrick King & Susan Fales-Hill |
| 33         | 12        | –                       | Party of One         | 14. Aug. 2025            | 15. Aug. 2025                                  | Michael Patrick King | Michael Patrick King & Susan Fales-Hill |

## Produktion

### Entwicklung und Besetzung
Im Dezember 2020 wurde bekannt, dass der Video-on-Demand-Dienst HBO Max eine Nachfolgeserie zu Sex and the City plant. Mit dabei sind unter anderem drei der vier ehemaligen Hauptdarstellerinnen: Sarah Jessica Parker als Carrie Bradshaw, Kristin Davis als Charlotte York und Cynthia Nixon als Miranda Hobbes. Kim Cattrall, die die Rolle der Samantha Jones spielt, ist mit einer Gastrolle vertreten.
Im Mai 2021 wurde bestätigt, dass Sara Ramirez neu zum Cast dazustoßen und Chris Noth als Mr. Big zurückkehren wird. Der geplante Auftritt von Chris Noth im Saisonfinale wurde später gestrichen, nachdem ihm von mehreren Frauen sexuelle Übergriffe vorgeworfen worden waren.
Am 9. Juni 2021 bestätigte HBO die Rückkehr von David Eigenberg, Evan Handler, Willie Garson und Mario Cantone. Am 14. Juli 2021 wurde bekannt, dass Nicole Ari Parker, Karen Pittman und Sarita Choudhury ebenfalls in der Serie zu sehen sein werden. Der Schauspieler Willie Garson starb im September 2021 während der Dreharbeiten. Er ist nur in den ersten drei Episoden zu sehen. Nach Garsons unerwartetem Tod trennte sich die Figur Stanford kurzfristig von Anthony und reiste nach Japan. Er informierte Carrie darüber nur über einen handgeschriebenen Brief.

### Produktion und Veröffentlichung
Die Produktion startete offiziell im Juni 2021. Der erste sogenannte „Table-Read“ fand am 11. Juni 2021 in den Produktionsstudios der Serie statt. Die Dreharbeiten begannen am 9. Juli 2021 in New York City.
Im Januar 2021 wurde die Fortsetzung unter dem Namen And Just Like That … offiziell angekündigt. Die Serie umfasste zunächst eine Staffel mit zehn Episoden. Als Produzenten agieren die drei Hauptdarstellerinnen und Michael Patrick King, der bereits als Produzent für die Originalserie und die Kinofilme tätig war. Die Erstveröffentlichung war am 9. Dezember 2021, das Staffelfinale hatte Premiere am 3. Februar 2022. 
Am 22. März 2022 wurde die Serie für eine zweite Staffel verlängert. Im August 2023 wurde eine dritte Staffel bestellt.